# Osceola (wódz)

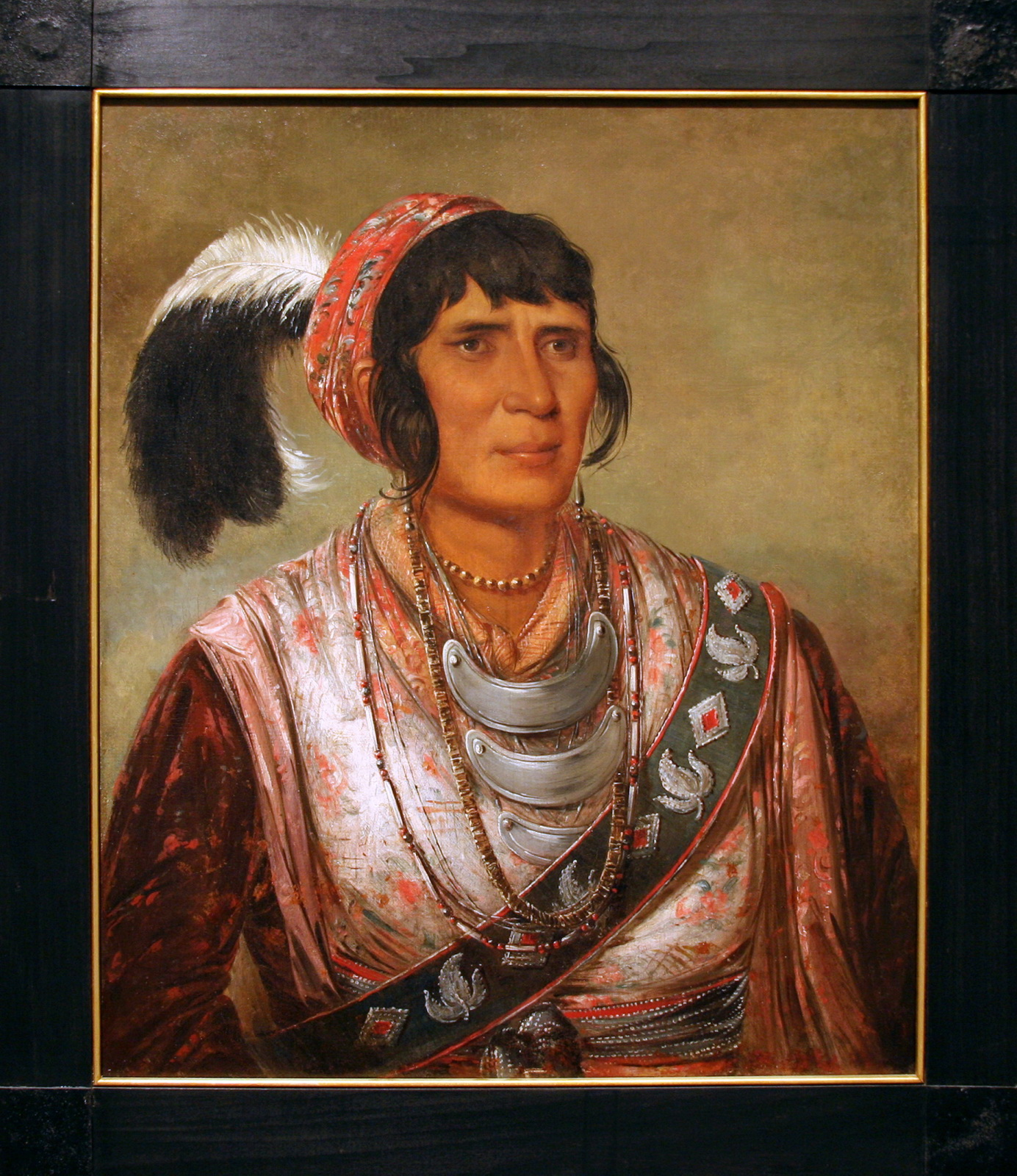
Portret Osceoli autorstwa George’a Catlina

Osceola, właśc. As-se-he-ho-lar lub Asi-yahola (ur. ok. 1804 w Tallassee, zm. 30 stycznia 1838 w Fort Moultrie) – północnoamerykański Indianin, wódz Seminolów podczas ich drugiej wojny z białymi Amerykanami.

## Życiorys
Osceola urodził się najprawdopodobniej w 1804 roku jako Bill Powell w wiosce narodu Krików, Talisi w dzisiejszej Alabamie. Jego matka, Polly Coppinger, była półkrwi Indianką, za ojca uważany był biały handlarz William Powell, chociaż część historyków kwestionuje ten pogląd, zaprzeczał temu również sam Osceola w dorosłym życiu. Wychowywał się wraz z rodzeństwem w matrylinearnej kulturze narodu swej matki. W 1814 roku, po przegranej i śmierci Tecumseha, którego wspierali także Krikowie, musieli oni pod naporem zwycięskich białych Amerykanów przenieść się na Florydę, gdzie dołączyli do osiadłych tam współplemieńców i blisko z nimi spokrewnionych Seminolów. U mieszkających na Florydzie Indian znajdowali również schronienie murzyńscy niewolnicy zbiegli z plantacji, sam Osceola miał murzyńską żonę, a w wojnach u boku czerwonoskórych brali udział także czarnoskórzy wojownicy.
Na początku lat 30. XIX wieku, działając na mocy Indian Removal Act, władze amerykańskie zawarły z Seminolami traktaty w Payne's Landing (1832) i Fort Gibson (1833). Zgodnie z ich ustaleniami Indianie mieli zostać przesiedleni na zachód, na obszar Terytorium Indiańskiego. Jedynie część plemienia zastosowała się do postanowień traktatów; większość, w tym główni wodzowie oraz młodzi wojownicy byli temu przeciwni. Jednym z aktywniejszych opozycjonistów był Osceola, który miał przebić egzemplarz traktatu z Payne's Landing własnym nożem. Ten epizod, prawdopodobnie niemający miejsca w rzeczywistości, przeszedł do legendy.
W 1834 roku agentem rządu, odpowiedzialnym za przesiedlenie Seminolów, został Wiley Thompson. Zapowiedział on pozbawienie władzy tych wodzów, którzy sprzeciwiali się opuszczeniu Florydy. Uwięził na pewien czas Osceolę, uwalniając go dopiero po wymuszeniu na nim zgody na warunki traktatu z Payne's Landing. W listopadzie 1835 roku grupa wojowników pod dowództwem Osceoli zamordowała jednego z wodzów, Charliego Emathlę, zwolennika współpracy z białymi, 28 grudnia zaś w pobliżu Fortu King samego Thompsona i sześciu innych białych. To zdarzenie wraz z mającą miejsce tego samego dnia tzw. masakrą Dade'a (grupa wojowników wybiła niemal do nogi ponadstuosobowy oddział żołnierzy amerykańskich zmierzających z Fort Brooke do Fort King), stało się przyczyną wybuchu drugiej wojny Seminolów z białymi.
Przez kolejne dwa lata Osceola na czele wojowników odniósł szereg sukcesów w potyczkach z wojskami amerykańskimi, dowodzonymi początkowo przez generała Winfielda Scotta, później gubernatora Florydy Richarda K. Calla, a następnie generała Thomasa Jesupa. Dopiero ten ostatni dzięki swoim zdecydowanym działaniom zaczął odwracać losy wojny, zmuszając część walczących Indian do zawieszenia broni i dołączenia do przesiedlonych współplemieńców. W październiku 1837 roku zaprosił grupę wodzów z chorym już wówczas na malarię Osceolą na rozmowy do Fort Payton. Tam 21 października zostali pochwyceni, mimo przybycia pod białą flagą jako parlamentariusze.
Osceola został osadzony w Fort Marion, zaś po udanej ucieczce części wojowników, w grudniu przeniesiony do Fort Moultrie w Karolinie Południowej. Uwięzionego wodza odwiedziło między innymi kilku znanych rysowników, w tym George Catlin, prosząc go o pozowanie. Uwięzienie pogorszyło stan zdrowia Osceoli, który zmarł 30 stycznia 1838 roku i został pochowany w forcie.
Wojskowy chirurg, Frederick Weedon, zabalsamował i zachował jego głowę jako osobliwość. Po wielu latach, za pośrednictwem doktora Valentine’a Motta, trafiła do muzeum chirurgii w Nowym Jorku i prawdopodobnie zaginęła podczas pożaru w 1865 roku. W 1967 roku na terenie dawnego Fort Moultrie odkryto grób zawierający bezgłowy szkielet, uznany za szczątki Osceoli.
Postać Osceoli przeszła do legendy, inspirując wielu twórców. Została upamiętniona w literaturze, sztuce, muzyce i filmie, m.in. w Seminole (1953); także kilka miejscowości nosi jego imię. W Silver Springs na Florydzie znajduje się pomnik Osceoli przebijającego sztyletem traktat z Payne's Landing.